# Adalberto Garelli
Adalberto Garelli (* 10. Juli 1886 in Turin; † 13. Januar 1968 in Bogliasco) war ein italienischer Ingenieur, Unternehmer und Pionier des Motorradbaus. Er gründete 1919 das Unternehmen Garelli und entwickelte einen Doppelkolbenmotor (engl.: split single), der in den 1920er-Jahren zahlreiche Rennerfolge erzielte.

## Leben und Werk
Garelli studierte Maschinenbau in Turin und schloss 1909 sein Ingenieurstudium ab. Er arbeitete zunächst bei Fiat, wo seine Pläne für einen neuartigen Zweitaktmotor jedoch auf wenig Interesse stießen. Anschließend wechselte er 1912 zu Bianchi und entwickelte ein Zweiganggetriebe für Motorräder, das er patentieren ließ. 1911 reichte Garelli ein erstes Patent für einen geteilten Doppelkolben-Zweitaktmotor ein. Dabei wurden zwei Kolben in einem gemeinsamen Brennraum durch ein Pleuel verbunden. Dieser Motor wurde zwischen 1918 und 1926 erfolgreich in Straßen- und Rennmaschinen eingesetzt.
Während des Ersten Weltkriegs war Garelli für die Motorradproduktion beim Unternehmen Stucchi verantwortlich. 1919 gründete er in Sesto San Giovanni bei Mailand die Firma Moto Garelli S.p.A., mit der er Motorräder mit seinen selbst entwickelten Motoren baute.
Garelli-Motorräder galten als technisch führend und waren insbesondere in der 350-cm³-Klasse erfolgreich. Bereits 1919 gewann Ettore Girardi mit einer Garelli das erstmals ausgetragene Langstreckenrennen Raid Nord–Sud von Mailand nach Neapel. In den 1920er-Jahren gewannen Garelli-Maschinen zahlreiche Rennen, u. a. den Großen Preis der Union Motocycliste de France und den Großen Preis von Italien. Zu den bekanntesten Fahrern auf Garelli gehörten Ernesto Gnesa, Tazio Nuvolari und Achille Varzi. Der Doppelkolbenmotor, kombiniert mit einem leichten Fahrwerk, machte die Motorräder konkurrenzfähig gegen britische und deutsche Marken.
In den 1930er-Jahren zog sich Garelli zunehmend aus dem Tagesgeschäft zurück und wurde 1931 bis 1933 Präsident des italienischen Radsportverbands Federazione Ciclistica Italiana (FCI). 1961 verkaufte er sein Unternehmen an die Firma Agrati, die bereits Teile für Garelli fertigte. Adalberto Garelli verstarb am 13. Januar 1968 im Alter von 81 Jahren in Bogliasco.
Garelli war einer der bedeutendsten italienischen Ingenieure seiner Zeit. Seine Innovationen im Zweitaktmotorenbau prägten den Motorradrennsport nachhaltig. Der von ihm entwickelte Motor diente als Grundlage für weitere Entwicklungen bei Puch und anderen Herstellern von Doppelkolbenmotoren.